# 克龙施托夫
克龙施托夫是奥地利上奥地利州林茨兰县的一个市镇。总面积21平方公里，总人口3115人，人口密度148.3人/平方公里（2005年）。